# Anoplodesmus dyscheres
Anoplodesmus dyscheres är en mångfotingart som beskrevs av Carl Graf Attems 1898. Anoplodesmus dyscheres ingår i släktet Anoplodesmus och familjen orangeridubbelfotingar. Inga underarter finns listade i Catalogue of Life.